# Arnoul de Montgommery
Pour les articles homonymes, voir Arnoul.
Arnoul de Montgommery (v. 1068 – entre 1118 et 1122), lord de Pembroke et d'Holderness, fut un baron anglo-normand qui joua un rôle dans l'Histoire de l'Angleterre, du Pays de Galles et de l'Irlande. Il était le sixième et dernier fils de Roger II de Montgommery, 1er comte de Shrewsbury, et de Mabile de Bellême.

## Biographie

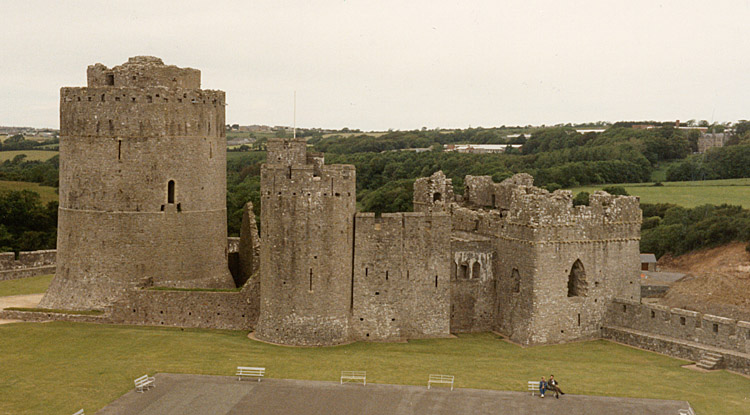
Château de Pembroke (XIe siècle).

Il est possible qu'Arnoul se soit trouvé dans le château de Rochester durant la rébellion de 1088 contre le roi Guillaume le Roux. D'après la Chronique anglo-saxonne :
« Dans le château se trouvaient de très bons chevaliers; Eustache le Jeune, et trois fils du comte Roger, et tous les hommes très bien nés de ce royaume et de Normandie. »
On a longtemps pensé que ces trois fils étaient Robert, Hugues et Roger le Poitevin. Mais des éclairages récents sur la vie de Roger tendent à discréditer cette thèse. Roger aurait plutôt agi pour le roi dans cette guerre civile confuse, et il ne se serait donc pas trouvé dans ce château. Ce serait donc Arnoul qui aurait été ce troisième fils.
Aux alentours de 1090, allié avec son frère aîné Robert, il s'empare du comté gallois de Pembrokeshire, puis fait bâtir un château dans la ville de Pembroke. Il est reconnu par le roi anglais Guillaume le Roux comme lord de Pembroke. Peu après 1093, le roi l'aurait créé comte de Pembroke. Mais en 1094, la mort de Roger II de Montgomery, l'absence en Normandie du comte de Chester Hugues d'Avranches, l'engagement de Guillaume le Roux dans un conflit avec Robert Courteheuse, et l'évasion réussie de Gruffydd ap Cynan, roi de Gwynedd, forment une conjonction d'événements favorables aux Gallois, et conduisent à un soulèvement général du Pays de Galles. Les Gallois reprennent de nombreuses terres aux Normands (Deheubarth, Pembroke, Anglesey etc.), et dévastent le Shropshire. À la fin de l'année, toutes les conquêtes des Montgommery sont perdues, même si le château de Pembroke résiste encore.
Ses possessions sont grandement enrichies en 1096 quand le roi lui donne l'honneur d'Holderness, qui en plus du grand territoire dans les ridings du Yorkshire de l'Est inclut des terres dans le Lincolnshire. Ces terres ont été reprises au comte d'Aumale après la conspiration échouée de 1095 qui avait pour but de remplacer le roi par Étienne d'Aumale. Étienne est restauré dans ses possessions en 1102 quand Arnoul est dépouillé de ses possessions anglaises.
Il est probable qu'Arnoul ait été l'héritier désigné par son frère Hugues, 2e comte de Shrewsbury, avec qui il était étroitement associé. Mais à la mort de celui-ci en 1098, son frère aîné Robert réussit à l'écarter de l'héritage, et devint le 3e comte de Shrewsbury. Cet événement provoque une dissension entre les deux frères. Néanmoins il participe avec lui à la rébellion de 1101 contre le nouveau roi Henri Ier.
En 1102, le roi décide de se débarrasser de Robert car il était trop puissant et dangereux. Arnoul et Roger le Poitevin sont les victimes collatérales de cette volonté royale. Ils perdent toutes leurs possessions anglaises et galloises, et sont bannis d'Angleterre. Quand la rébellion échoue, il rejoint son frère Robert en Normandie, en plein conflit avec le duc Robert Courteheuse. Mais ensuite, il s'empare de la place forte d'Almenêches et la rend au duc.
Arnoul se tourne en 1103 vers l'Irlande, où l'année d'avant, il a épousé Lafrocoth, la fille du roi suprême d'Irlande Muircheartach Ua Briain. Muircheartach ayant fourni une assistance à son beau-fils pour se rebeller contre le roi d'Angleterre, Henri Ier met un embargo commercial sur l'Irlande. Son beau-père lui demande de l'aide contre le roi de Norvège Magnus. Arnoul mène la première campagne normande en Irlande et défait les raids norvégiens.
Il est réconcilié avec le roi Henri Ier par l'archevêque Anselme de Cantorbéry, et dans les années 1110, il est témoin de quelques chartes de Foulque V d'Anjou. En 1114, il est témoin d'un acte impliquant sa petite-nièce Philippe, duchesse d'Aquitaine, dans le sud de la France. Il est possible que ces déplacements soit la conséquence de missions diplomatiques, car il est décrit comme un homme de grande probité ayant une très bonne réputation. En 1118, les habitants d'Alençon lui demandent d'approcher Foulque V, le comte d'Anjou, pour qu'il leur vienne en aide dans leur rébellion contre Étienne de Blois, le comte de Mortain. C'est probablement une indication qu'il a une certaine influence à la cour du comte.
Il meurt avant 1122, sans descendance connue (peut-être la souche des Montgomery d'Angleterre, dont descendait Gabriel).

### Sources
- Kathleen Thompson, « Montgomery, Arnulf de (c.1066–1118x22) », dans Oxford Dictionary of National Biography, Oxford University Press, 2004. Accédé en novembre 2008.

- (en) Cet article est partiellement ou en totalité issu de l’article de Wikipédia en anglais intitulé « Arnulf of Montgomery » (voir la liste des auteurs). Ses sources sont :
  - Victoria Chandler, « The Last of the Montgomerys: Roger the Poitevin and Arnulf », Historical Research, vol. 62 (1989), p. 1-14.